# A Journey into Space
A Journey into Space debitanski je studijski album talijanskog DJ-a Gigija D'Agostina objavljen 1996. u Njemačkoj.

## Lista pjesama
1. "Noise Maker Theme"
2. "The Mind's Journey"
3. "Panic Mouse"
4. "Gillone Remix"
5. "Meravillia"
6. "Creative Nature Vol.1"
7. "Panic Mouse" (Stress Mix)
8. "Creative Nature Vol.1" (Adam & Eve)
9. "The Mind's Journey" (Brain Mix)